# Sycodorus hystrix
Sycodorus hystrix är en svampdjursart som beskrevs av Ernst Haeckel 1870. Sycodorus hystrix ingår i släktet Sycodorus och familjen Grantiidae. Inga underarter finns listade i Catalogue of Life.